# Zebulon Pike

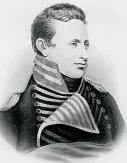
Zebulon M. Pike

Zebulon Montgomery Pike (ur. 5 stycznia 1779, zm. 27 kwietnia 1813) – amerykański wojskowy, podróżnik i odkrywca. Jako kapitan US Army poprowadził w latach 1806–1807 ekspedycję celem zbadania i skartowania południowo-zachodnich obszarów właśnie odkupionej od Francji Luizjany oraz odnalezienia źródeł Red River. Schwytany przez Hiszpanów na terytorium dzisiejszego Kolorado, Pike został – wraz ze swymi ludźmi – uprowadzony do Chihuahua, w dzisiejszym Meksyku i przesłuchany przez gubernatora. Wszyscy zostali zwolnieni i odstawieni na granicę Luizjany w roku 1807.
W 1810 roku Pike opublikował sprawozdanie za swej ekspedycji, które okazało się tak ciekawe, że zostało przetłumaczone na francuski, niemiecki i flamandzki celem wydania w Europie. Nieco później otrzymał awans na generała-brygadiera i brał udział w wojnie 1812 roku. Zginął w czasie wygranej przez Amerykanów bitwy pod Yorkiem.

## Ekspedycja
W roku 1806 kapitan Pike otrzymał rozkaz poprowadzenia ekspedycji badawczej na terytorium Luizjany i znalezienia źródeł rzek Arkansas i Red. Wyprawa wyruszyła 15 lipca 1806 roku. W pierwszych dniach listopada Pike i jego zespół próbowali zdobyć szczyt, który nazwano wówczas jego imieniem (Pikes Peak). Pnąc się w głębokim po pas śniegu dotarli jedynie do jednego z niższych wierzchołków (Mt. Rosa). Od dwóch dni byli bez pożywienia.
Ekspedycja zakończyła się 26 lutego 1807 roku, kiedy to on – wraz z częścią towarzyszy – został zatrzymany przez hiszpańskich żołnierzy na północy Nowego Meksyku (obecnie południowe Kolorado). Pike i jego ludzie zostali zabrani do Santa Fe, wówczas stolicy prowincji Chihuahua, gdzie trafił w ręce gubernatora, generała Salcedo. Drugim więźniem był kartograf Juan Pedro Walker, który posłużył za tłumacza.
Hiszpania wystosowała oficjalny protes do rządu Stanów Zjednoczonych w związku z ekspedycją Pike’a, ale – wobec tego, że kraje nie były w stanie wojny – gubernator zwolnił zatrzymanych. Hiszpanie odstawili Pike’a i większość jego ludzi na północ i 1 lipca 1807 roku zwolnili ich na granicy z Luizjaną.

## Dalsza służba i śmierć
W roku 1811 Pike otrzymał awans na podpułkownika 4 Regimentu Piechoty i w tym stopniu brał udział w bitwie pod Tippecanoe. W roku 1812 został awansowany na stopień pułkownika, a w roku 1813 na pierwszy stopień generalski.
27 kwietnia 1813 roku Pike zginął gdy garnizon brytyjski wysadził w powietrze magazyn amunicji w chwili, gdy wojska Pike’a wkraczały do zdobytego Yorku. Jego ciało zostało przewiezione drogą morską do Zatoki Sacketa, gdzie został pochowany.